# Feketefejű függőcinege
A feketefejű függőcinege (Remiz macronyx) a verébalakúak (Passeriformes) rendjébe, ezen belül a függőcinege-félék (Remizidae) családjába tartozó, mintegy 10-11 centiméter hosszú madárfaj. Afganisztán, Irán, Kazahsztán, Üzbegisztán, Tádzsikisztán és Türkmenisztán vízmenti nádasaiban él. Pókokkal, rovarokkal, magokkal táplálkozik. Májustól júniusig költ.

## Alfajai
- R. m. neglectus (Zarudny, 1908) – észak-Irán, délnyugat-Türkmenisztán (a Kaszpi-tó déli partvidéke);
- R. m. macronyx (Severtsov, 1873) – délnyugat-Kazahsztán, Üzbegisztán, észak- és délkeletTürkmenisztán, Tádzsikisztán, északkelet-Afganisztán (az Amu-darja és a Szir-darja folyók környéke);
- R. m. ssaposhnikowi (H. E. Johansen, 1907) – délkelet-Kazahsztán (Balkas-tó, Szaszikkol-tó, Alakol-tó partvidéke);
- R. m. nigricans (Zarudny, 1908) – délkelet-Irán, északnyugat-Afganisztán (Hámun-tó környéke).

## Fordítás
- Ez a szócikk részben vagy egészben  a   Black-headed penduline tit című angol Wikipédia-szócikk fordításán alapul.  Az eredeti cikk szerkesztőit annak laptörténete sorolja fel. Ez a jelzés csupán a megfogalmazás eredetét és a szerzői jogokat jelzi, nem szolgál a cikkben szereplő információk forrásmegjelöléseként.